# Lagtingets kontroludvalg
Lagtingets kontroludvalg (færøsk: Løgtingsins landsstýrismálanevnd dvs. "Lagtingets landsstyresagsudvalg") er det fagudvalg, der behandler sager relateret til kontrol med Færøernes Landsstyre samt konstitutionelle spørgsmål i Lagtinget på Færøerne. Kontroludvalget består af tre medlemmer.

## Medlemmer
Medlemmer i perioden 2015–2019:
- Bárður Kass Nielsen (Nýtt Sjálvstýri), formand[2]
- Annita á Fríðriksmørk (Tjóðveldi)
- Magnus Rasmussen (Sambandsflokkurin)

Medlemmer i perioden 2011–2015:
- Sirið Stenberg (Tjóðveldi), formand
- Joen Magnus Rasmussen  (Fólkaflokkurin), næstformand
- Rósa Samuelsen  (Sambandsflokkurin)

Vicemedlemmer i perioden 2011–2015:
- Elsebeth Mercedis Gunnleygsdóttur (Fólkaflokkurin),
- Eivin Jacobsen (Sambandsflokkurin)
- Høgni Hoydal (Tjóðveldi)

Medlemmer i perioden 2008–2011:
- Jaspur Vang (SB), formand
- Annita á Fríðriksmørk (T), næstformand
- Andrias Petersen (JF)

## Formænd
- 1990–1994 Vilhelm Johannesen (JF)
- 1994–1995 Finnbogi Arge (SB)
- 1995–1998 Finnbogi Arge (Uafh.)
- 1998–2002 Edmund Joensen (SB)
- 2002–2004 Heini O. Heinesen (T)
- 2004–2008 Kári P. Højgaard (SF)
- 2008–2011 Jaspur Vang (SB)
- 2011–2015 Sirið Stenberg (T)
- 2015–2019 Bárður Kass Nielsen (SF)